# 韩嘉彦
韩嘉彦（1067—1129年），相州安阳（今河南省安阳市）人，北宋政治人物。

## 生平
韩嘉彦才质清秀，颇有豪气。宋哲宗元祐年间，娶宋神宗第三女淑寿公主，拜左卫将军、驸马都尉。官至瀛海军承宣使。宋徽宗时，韩嘉彦和公主口角，被徽宗安置邓州。韩嘉彦作词《玉漏迟》感怀，李师师把《玉漏迟》给公主观看。公主于是请宋徽宗把韩嘉彦召回。宋高宗建炎三年（1129年）韩嘉彦卒，谥端节。
事见《宋史·韩琦传》、王偁《东都事略》卷六十九韩琦传、《宋史新编》卷九八、李心传《建炎以来系年要录》卷二一、《宋会要辑稿》之帝系、礼。

## 家族
父韩琦；为第五子。
子韩诚，孙韩侂胄。

## 文学作品
《花草粹编·卷九》录存其词一首，即《玉漏迟》，《全宋词》据以录入。
|  | 《玉漏迟》： 杏香消散尽，须知自昔，都门春早。燕子来时，绣陌乱铺芳草。惠圃妖桃过雨，弄笑脸、红筛碧沼。深院悄。绿杨巷陌，莺声争巧。 早是赋得多情，更遇酒临花，镇辜欢笑。数曲阑干，故国谩劳凝眺。汉外微云尽处，乱峰镇、一竿修竹。间琅玕，东风泪零多少。 |